# 蟲紋間頸鬚䲁
蟲紋間頸鬚鳚（学名：Entomacrodus niuafoouensis），又名雲紋犁齒鳚、狗鰷，为輻鰭魚綱鳚形目鳚科犁齒鳚屬下的一个种，分布於印度太平洋，從葛摩至復活節島，北至琉球群島和小笠原群島，南至克馬德克群島和拉帕群島海域，本魚體延長形，稍側扁，似圓柱狀，頭鈍短，頭頂無冠膜，頸部無葉片狀皮瓣，僅有一低皮褶，鼻鬚掌狀分支，眼上有觸鬚，上唇邊緣內側光滑，背鰭與尾柄相連，體側有6對不明顯的暗橫帶，背鰭棘部有黑白斑，尾鰭有3-4條黑色帶，背鰭硬棘13枚、背鰭軟條15-16枚、臀鰭硬棘2枚、臀鰭軟條16-17枚，體長可達12公分，成魚棲息於沿岸水域的岩石區，當遇到危險時會以一前一後的跳躍方式在潮池間移動，雌魚產附著性卵，雄魚有護卵行為，幼魚為浮游性，生活習性不明。

## 扩展阅读
- 維基物種上的相關：蟲紋間頸鬚鳚